# Barrio Juan Pablo Duarte
El Barrio Juan Pablo Duarte pertenece a San Pedro de Macorís (República Dominicana).

## Límites
Se encuentra ubicado en la parte noreste de San Pedro de Macorís, limitado al oeste alto de San Pedro, urbanización las Caobas y al norte con el Barrio Villa Progreso, al sur con el Barrio Restauración, y al este el Barrio Lindo.

## Origen
El Barrio Juan Pablo Duarte tiene sus orígenes a finales de la década de los 80, ya que antes de la época sólo era una gran extensión de terrenos baldíos, con matorrales, maleza, y árboles, los cuales fueron piezas claves para que los bandidos de trasladasen a esos lugares a realizar sus fechorías ya que solo eran un lugar cual despoblado en la penumbra de la oscuridad; y la alejaría fue entonces cuando a finales de los 80 empezó la venta de los solares de la parte este, lo que tiempo más atrás se conociera como " Hacienda Feliu "   cuya cobertura abarca además los que en la actualidad se conoce como urbanización las caobas. Y urbanización alto de San Pedro.
El número de adquirientes de los solares fue aumentando y los mismos no tardaron en construir sus viviendas y habitarlas, sintiendo la necesidad de luchar por una series de servicios y obras básicas para el desarrollo de cualquier comunidad. Para tales fines formaron en los inicios de la década del 90 una junta de vecinos la cual se desintegró a finales del 1992 con muy pocos logros.
Este barrio desde sus inicios fue conocido como los Feliu ya que del lado atrás de la parte este se conocía "Hacienda Feliu" propiedad de la familia del mismo nombre pero 1993) se formó una junta de vecinos "Feliu" cuyo primer logro fue la aprobación en la sala capitular del nombre, "Juan Pablo Duarte", dando honor a un patricio que luchó por la libertad y la independencia de su país, ellos sentían que también merecían ser independiente con una identidad propia como lo demás barrios que se habían forjado.
Después del 1993 se puede afirmar que fue la iniciación clave para el levantamiento de lo que hoy es una realidad (el Barrio Juan Pablo Duarte) donde el desarrollo empieza a fluir cubriendo necesidades esenciales para una población ya establecida como: electricidad, agua potable, sistema, sanitario entre otras cosas.
Según el censo del 2002 esta comunidad contaba con una cantidad de 4103 hombres 4663 mujeres y niños lo que daba en total 8766 habitantes para ese entonces, hoy día podemos decir que existe una cantidad considerada de habitantes ya que por la gran extensión de la comunidad esta ha sido dividida en urbanización las caobas, alto de San Pedro; y barrio Juan Pablo Duarte. Cual formaron juntas de vecinos individual con la finalidad de conseguir sus logros.
En la parte delantera nos encontramos con el llamado Callejón Ortiz donde se alojaron los primeros habitantes de estos entornos y donde se encuentra situado uno de los monumentos más antiguo lo que se conoce como (comedor económico).
Después que existía una gran cantidad de personas ya gestionaban para más logros para su comunidad, fue entonces cuando (Vicente Feliu) hizo un aporte de 1500 metros de terrenos para la construcción de una escuela pero, más tarde llegando a un acuerdo con la familia Feliu, que le pagarían 3500 metros más la secretaria de educación para el comienzo de dicho proyecto, pero no fue hasta el 15 de septiembre de 1997 cuando se dio el primer picazo para así empezar con los trabajos de construcción.

## Educación
El Barrio Juan Pablo Duarte hoy cuenta de tres colegios privados y dos escuelas públicas:
- Manuela Diez.
- Juan Pablo Duarte (fundada el 6 de octubre de 1999); consta de 16 aulas desde primaria hasta el 8.º curso, en horario de tanda extendida.

Esta se encuentra ubicada el la parte central de la barriada, calle central, esquina Camila Enríquez, y su plantel no goza de los estudios computarizados ni posee biblioteca para alimentarse de las informaciones necesaria.
La construcción de la escuela Juan Pablo Duarte ha sido de beneficios para otras barriadas ya que los niños de los sectores aledaños reciben el pan de la enseñanza de este plantel, los sectores beneficiados son:
- Las Caobas
- Villa Progreso
- Restauración
- Naime
- Barrio Lindo
- La Cervecería.

Se debe señalar el 50 % de los niños que asisten al plantel son de la barriada el otro 50 % son de los barrios aledaños. El director del centro es Alcibíades González Alcequiez y subdirectora Luz Celeste De la Rosa.

## Economía
Desde el principio de los inicios del barrio Juan Pablo Duarte hasta hoy y la ausencia de aquellos fundadores por sus muertes esta población sea enumerado una serie de emigrantes que se han desplazado desde diferentes lugares del país principalmente de los campos a establecerse aquí, pero sin dejar de preocuparse por el desarrollo y la economía de dicho barrio se han forjado distintos tipos de negocios como: colmados, ferretería, boutique, salón de belleza, banca entre otros locales comerciales que son propicio para el sustento de la familia y el crecimiento económico de la población.

## Salud
Como toda comunidad en crecimiento busca cubrir sus necesidades esenciales como es la salud, todavía a pesar de tener muchos avances y logros el barrio no cuenta con un hospital, ni policlínica en su centro pero si goza con la cercanía del hospital regional Dr. Antonio Musa. El cual se encuentra ubicado en la parte oeste de la barriada. Otro centro muy visitado por los habitantes en la llamada monja ubicado en el callejón Ortiz; en la urbanización las caobas lugares especializados sonográficos que proporciona un servicio placenteros para los habitantes ya que no tienen que trasladarse a lugares apartado.

## Deporte
Como en cada comunidad es fundamental el enfoque del deporte para contribuir con el bienestar de los jóvenes estudiantes. El Centro Juan Pablo Duarte cuenta con cancha de básquet, béisbol y voleibol.